# Anita Vink
Anita Vink (Harlingen, 12 februari 1982) is een voormalig Nederlands politicus namens D66.
Vink behaalde een Bachelor business administration (personeel & organisatie) aan de Christelijke Hogeschool Nederland en studeerde daarna rechten aan de Universiteit van Amsterdam. Ze zat in het landelijk bestuur van de Jonge Democraten. 
Vink was werkzaam als jurist bij onder andere de FNV en de Algemene Vereniging van Schoolleiders. Tussen 2010 en 2014 zat Vink, met een onderbreking vanwege zwangerschapsverlof, in de gemeenteraad van Utrecht. Vink is werkzaam als juridisch ambtenaar bij een dienstverlenende organisatie die onder het onder het ministerie van Binnenlandse Zaken en Koninkrijksrelaties valt.
Op 9 oktober 2018 werd Vink geïnstalleerd als lid van de Eerste Kamer in een tijdelijke vacature tot 23 januari 2019 vanwege het zwangerschapsverlof van Annelien Bredenoord. Op 29 januari 2019 werd Vink geïnstalleerd als lid van de Eerste Kamer in de vacature die ontstond door het vertrek van Herman Schaper per 16 januari 2019. Op 11 juni 2019 nam ze afscheid als Eerste Kamerlid. 
- Parlement.com: vjs3ku0ctqx0